# Anemone trullifolia
Anemone trullifolia là một loài thực vật có hoa trong họ Mao lương. Loài này được Hook.f. & Thomson mô tả khoa học đầu tiên năm 1855.

## Hình ảnh

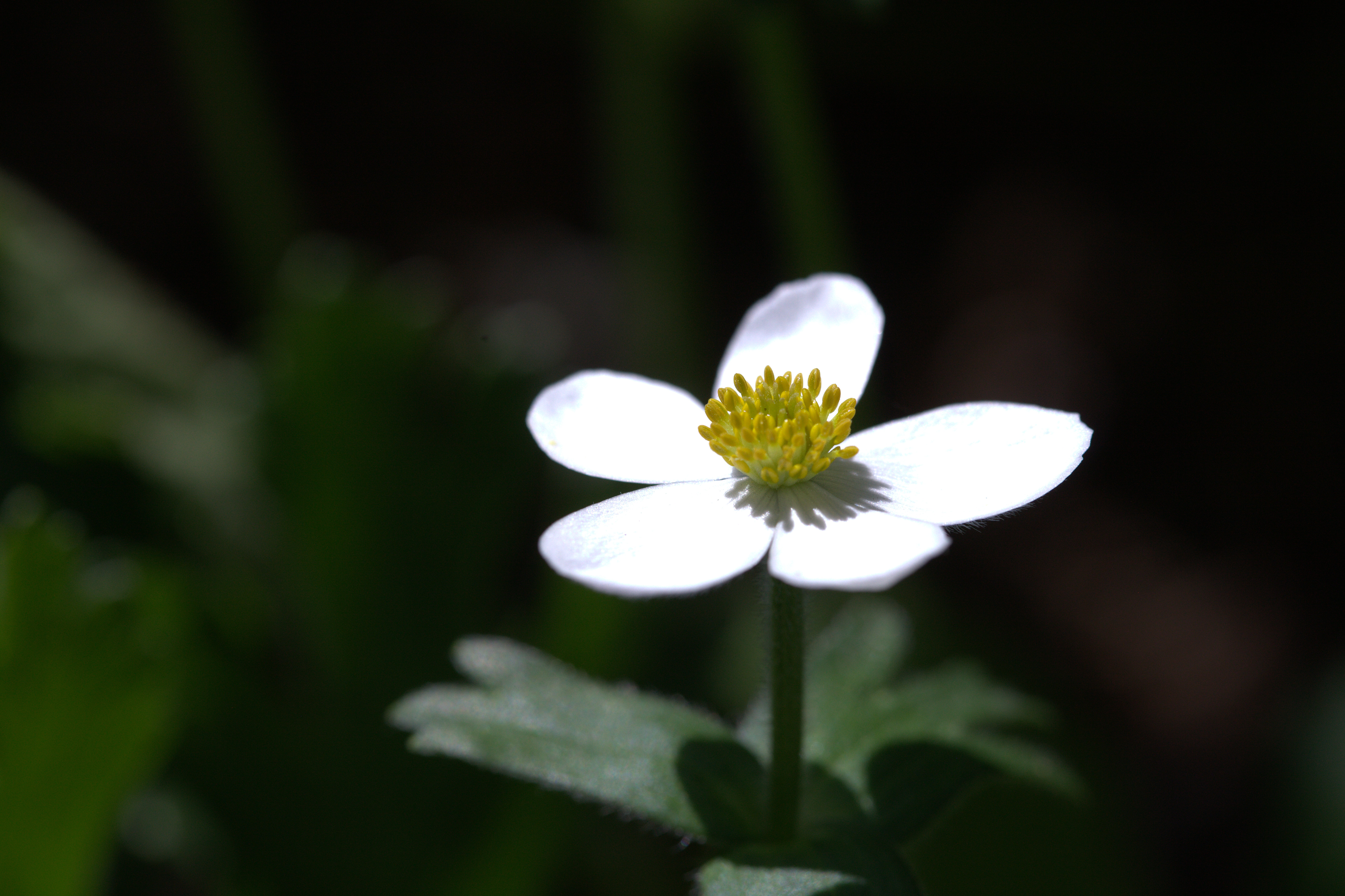
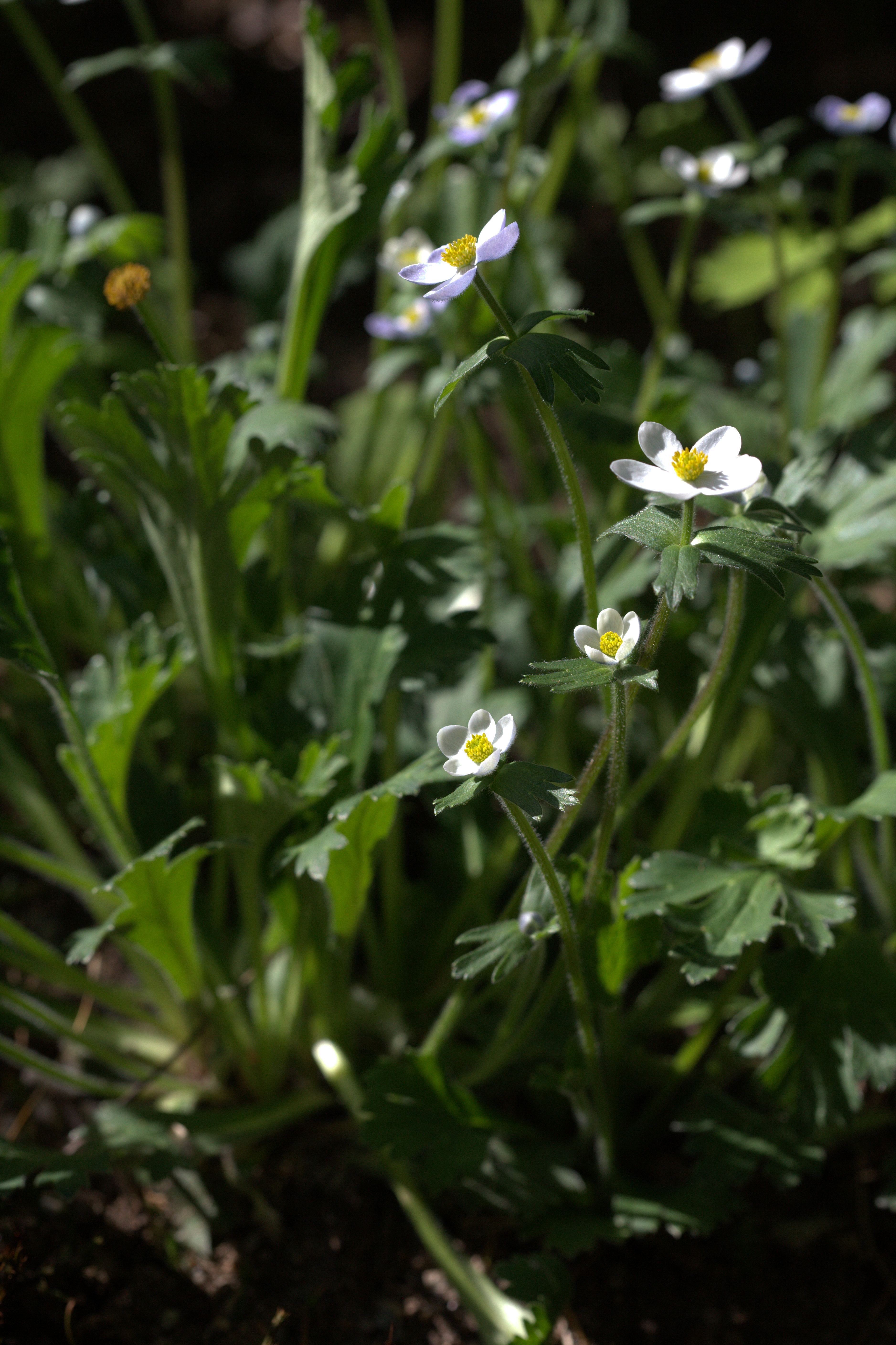
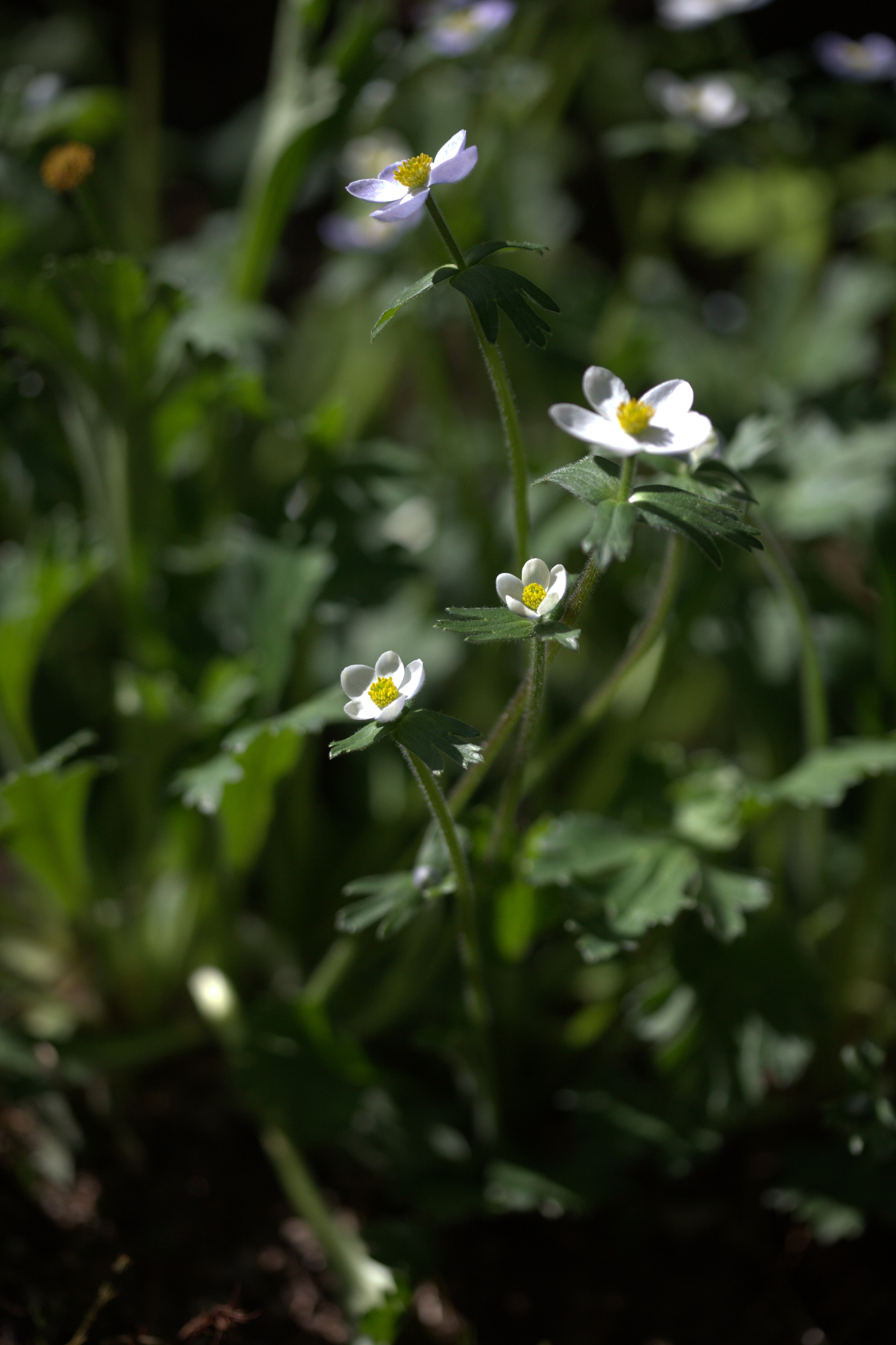